# Пишково (Калузька область)
Пишково (рос. Пышково) — присілок в Ферзиковському районі Калузької області Російської Федерації.
Населення становить 16 осіб. Входить до складу муніципального утворення село Кольцово.

## Історія
Від 2004 року входить до складу муніципального утворення село Кольцово

## Населення
| 2002 | 2010 | 2011 |
| ---- | ---- | ---- |
| 11   | ↗15  | ↗16  |